# Talmen
Le Talmen (en russe : Тальме́нь, autres versions :  Taïmenié, Taïmenskoïe, Talmenié, Talmennoïe), ou lac Talmenié, (en russe : Тайменье озеро, Talmenié ozero) est un lac naturel de 3,9 km2 situé dans le raïon d'Oust-Koksa en république de l'Altaï, un sujet de Sibérie méridionale de la Russie. Ses eaux se trouvent dans les monts Katoun, au sein de la réserve naturelle de Katoun. Il est alimenté par la rivière Talmenka, et son émissaire et l'Oziornaïa, un affluent de rive droite de la Katoun.
Depuis 1978, le lac est un monument naturel de la république de l'Altaï, statut confirmé en 1998. De par sa situation, il est l'un des plus inaccessibles de la région, même si des expéditions peuvent y faire un arrêt. Depuis 1998, la réserve naturelle de Katoun est inscrite au patrimoine mondial de l'Unesco sous le nom des montagnes dorées de l'Altaï.

## Toponymie
Il n'y a pas de consensus établi sur la dénomination de ce lac. Dans le registre national des eaux de la fédération de Russie, il est répertorié sous le nom de Talmen, et dans les documents officiels des institutions étatiques de protection de l'environnement, le nom Taïmenié ou lac Taïmen prévalent,.
En plus de ceux-ci, il existe des options de dénomination telles que Talmenié et le lac Talmenne. Ils ont tous une origine commune, mais son interprétation varie. Selon une version, le lac tire son nom du poisson taimen, car des pêcheurs auraient cru qu'il y avait d'importants quantité de ce poisson dans le lac. Mais dans la réalité, ils ont dû confondre le poisson avec un autre, car ce poisson ne vit pas dans l'étendue d'eau. Le plus probable aurait été que le taimen ait été confondu avec le Thymallus arcticus. Selon une autre version, le lac porterait le nom d'un condamné évadé surnommé Taïmen ou Talmen, qui vivait autrefois sur sa rive.

## Géographie

### Caractéristiques

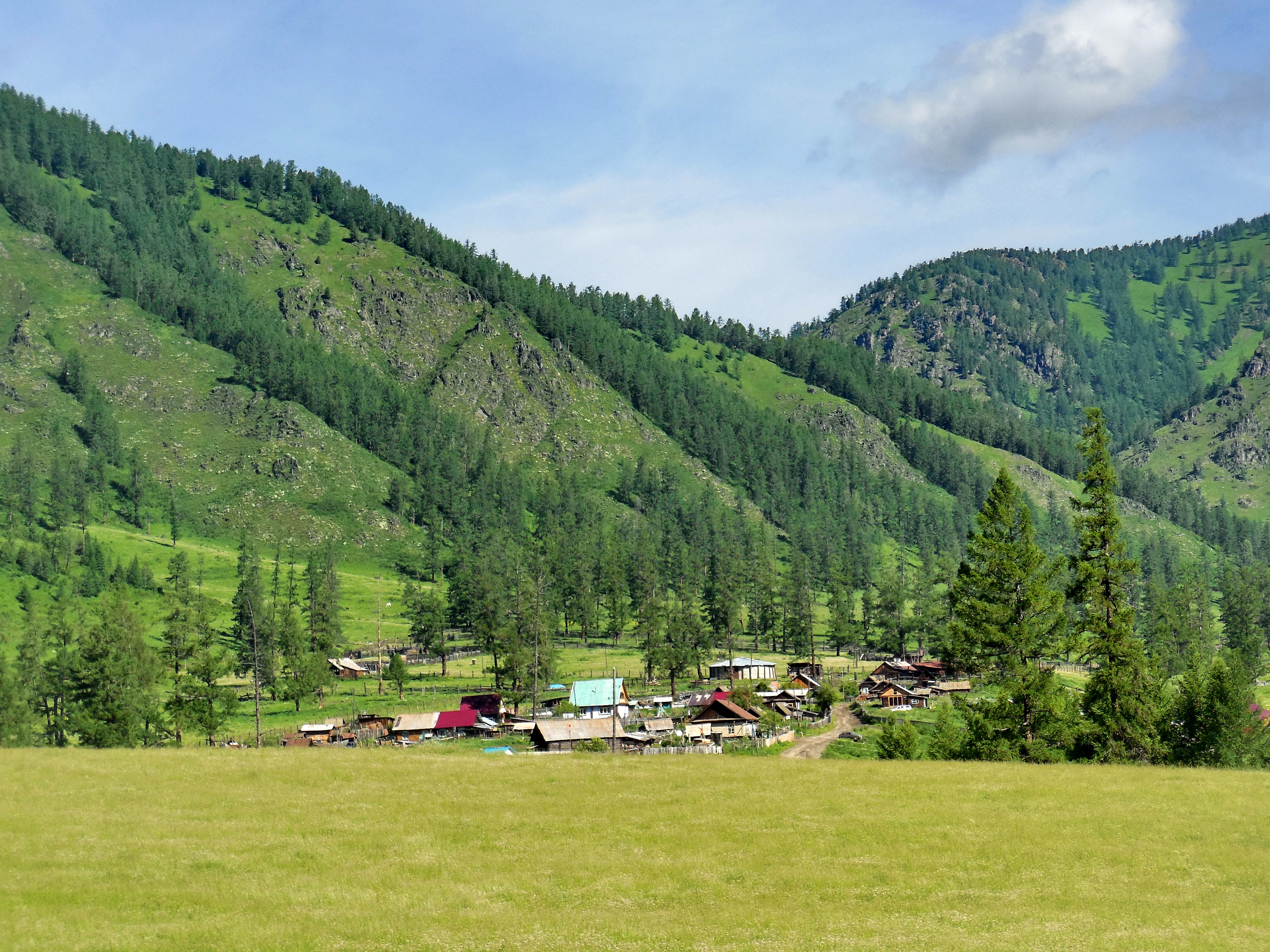
Maralnik-1, village le plus proche.

Le lac est localisé à 49° 49' 20" de latitude nord et à 85° 49' 23" de longitude est. Ainsi, il se trouve dans la république de l'Altaï, un sujet de Sibérie méridionale en plein dans l'Asie centrale. Administrativement, il fait partie du raïon d'Oust-Koksa, le raïon du centre-sud de la république. La frontière avec le Kazakhstan ne se situe qu'à trente kilomètres au sud, tandis que le chef-lieu du raïon, est à 52 kilomètres au nord-nord-ouest. La localité la plus proche est Maralnik-1, à 29 kilomètres au nord, ainsi que Moulta à 40 kilomètres au nord,.
Géographiquement, il se trouve dans une vallée des monts Katoun, massif le plus haut du système montagneux de l'Altaï. Le Béloukha, son point culminant, n'est qu'à une cinquantaine de kilomètres à l'est. Les sommets de ce massif vont généralement de 2 500 à 3 200 m. Il est le plus grand lac du bassin de la Haute-Katoun, du raïon d'Oust-Koksa, et plus généralement le second plus grand de la république, seulement dépassé par le lac Teletskoïe.
Le lac se situe lui à une altitude de 1 531 mètres, avec une longueur totale de 5 420 mètres, une largeur de 1 080 mètres, et une superficie de 3,9 km2, ou bien de 4,26 km2. Son bassin a une superficie de 117 km2,. Le lac est d'origine glaciaire, formé à cause d'un barrage naturel constitué de moraines à son extrémité sud, que son émissaire traverse. La rivière alimentant le lac est la Talmenka (aussi appelé Soloukha), avec aussi d'autres cours d'eau moins importantes descendant eux aussi des glaciers (Velika Gromotoukha, Mala Gromotoukha, Khaïriouzovka), tandis que son émissaire Oziornaïa (ru)est un affluent de rive droite de la Katoun. La Katoun est avec la Biia l'une des deux rivières donnant naissance à l'Ob à Biïsk. Le lac a une orientation nord-nord-est sud-sud-ouest,.
Sa pente orientale est douce, densément envahie par des forêts, tandis que sa côte occidentale est plus escarpée, avec des forêts clairsemées et prairies. Certaines falaises se situent sur cette partie, atteignant les 100 mètres, tandis que des blocs de pierres encerclent la côte. La rive nord est une petite basse vallée marécageuse de la Talmenka. La profondeur du lac augmente fortement plus l'on s'approche du centre. La profondeur est en moyenne de 38,7 mètres, avec une profondeur maximale de 68 mètres ou selon d'autres sources 74 mètres. Le lac est transparent jusqu'à une profondeur de 3,2 mètres, et l'eau a une teinte verdâtre-turquoise un peu trouble à cause de petites particules transportées par la Talmenka depuis les glaciers.

### Climat
Le climat du lac de la région est nettement continental, bien plus rude que sur la partie nord et la partie occidentales des monts Katoun. En moyenne, les températures en janvier varient de −17 à −20 °C, tandis qu'en été, elles sont comprises en moyenne entre +6 et +16 °C, rarement au-dessus de 12 °C cependant. Les précipitations annuelles moyennes vont de 700 à 1 200 mm.

### Géologie et hydrologie
Le lac se situe dans la zone de l'anticlinorium de Kholzoun-Tchouïa, formé par le cycle calédonien. Les roches terrigènes du cambrien moyen-supérieur sont impliquées dans la structure géologique du secteur lacustre. Parmi les roches meubles, des dépôts glaciaires s'y sont développés, représentés par des crêtes morainiques le long des rives de la retenue, ainsi que des éboulis proluvio-deluviaux au pied des pentes. Selon son origine, Talmen appartient aux lacs de barrage morainique et sa formation s'est déroulée en deux étapes. Au premier stade, d'énormes masses de glace ont dévalé la pente d'une vallée en forme d'auge, à travers laquelle l'eau de fonte s'est engouffrée. Au deuxième stade, ce flux a amené une moraine faite d'énormes blocs et rochers dans la vallée. Il obstruait la partie inférieure de l'auge, formant un barrage naturel et devenant un obstacle à l'écoulement libre des eaux de fonte. Leur accumulation progressive dans la dépression formée a conduit à l'apparition du lac,.
Dans la période moderne, le lac se débarrasse de l'excès d'eau par la rivière Oziornaïa — la seule chose qui en découle. Il appartient aux affluents de la Katoun. L'alimentation du lac est presque exclusivement constituée de neige glaciaire, c'est-à-dire qu'elle est constituée d'eaux de fonte d'origine de surface ou de haute montagne. Des sommets, les eaux glaciaires sont amenées au lac par les rivières courtes mais pleines et rapides de Soloukha (Talmenka), Velika et Mala Gromotoukha, Khaïriouzovka, ainsi qu'un certain nombre de ruisseaux sans nom coulant sous des blocs de pierre et des vasières. Les montagnes ne s'approchent pas du lac, mais sur la rive ouest, il y a des falaises quasi-verticales jusqu'à 100 mètres. Les chutes d'eau se produisent souvent sur des zones de pentes abruptes, en particulier, une chute d'eau en cascade pittoresque existe sur la rivière Soloukha à une distance de 1,7 km du lac.
Le niveau relativement faible de minéralisation et la pureté chimique importante de l'eau du lac sont dus à la nutrition glaciaire. De par sa composition chimique, elle appartient aux eaux douces hydrocarbonées-calciques. Dans le même temps, sa transparence est relativement faible (3,2 m). La légère turbidité de l'eau à Talmen s'explique par l'élimination du diluvium des montagnes environnantes, qui pénètre dans le lac avec les eaux de la rivière. Habituellement, le lac a une couleur d'eau bleu émeraude, rarement bleu vif ou terne. Le fond du réservoir est tapissé de limon gris foncé.

## Environnement

### Flore
Les paysages de lac sont généralement montagneux. Il est entouré sur trois côtés de hautes berges moyennement escarpées, particulièrement rocheuses du côté ouest et formant des parois verticales près du bord de l'eau. La rive nord du lac est plate et marécageuse, bien que restant petite. Les pentes du lac sont couvertes d'une taïga dense qui, sur la rive ouest, prend l'aspect d' une forêt clairsemée traversée de prairies d'herbes hautes. Le mélèze de Sibérie est la principale espèce d'arbre dans les forêts, côtoyant le pin de Sibérie, avec moins fréquemment du sapin de Sibérie,.
Sur les prairies de la rives, les composants habituels du peuplement herbacé sont les représentants des plantes herbacées Geranium albiflorum, Lathyrus gmelinii, Pedicularis incarnata, Rhaponticum carthamoides, Saussurea latifolia, cirse à feuilles variables, vératre de Lobel, des graminées tels que Poa sibirica et le vulpin des prés et une espèce de carex ; Carex perfusca. Plus haut sur les pentes, se développent des prairies alpines de haut et de bas niveau, sur lesquelles de nombreuses plantes aux fleurs lumineuses fleurissent en été. Les plus remarquables d'entre eux sont les ancolies (Aquilegia glandulosa), les anémones (Anemone crinita), des Hedysarum (Hedysarum austrosibiricum), des gentianes (Gentiana grandiflora), de la renoncule (Ranunculus propincuus), de la violette (Viola altaica) et, surtout, des espèces locales de Trollius (Trollius altaicus et Trollius asiaticus). Plus près des sommets, la végétation des prairies est remplacée par une toundra arbustive peu attrayante, dans laquelle poussent de nombreuses airelles parmi les bouleaux nains. À l'embouchure de la Soloukha, une prairie marécageuse s'est formée, sur laquelle se sont développés des groupements végétaux à Carex altaica, Sajania monstrosa, Swertia obtusa, olivier rose, canche cespiteuse, etc. En été, il fleurit avec des populages des marais. En raison de la basse température de l'eau, il n'y a presque pas de végétation dans le lac lui-même.

### Faune

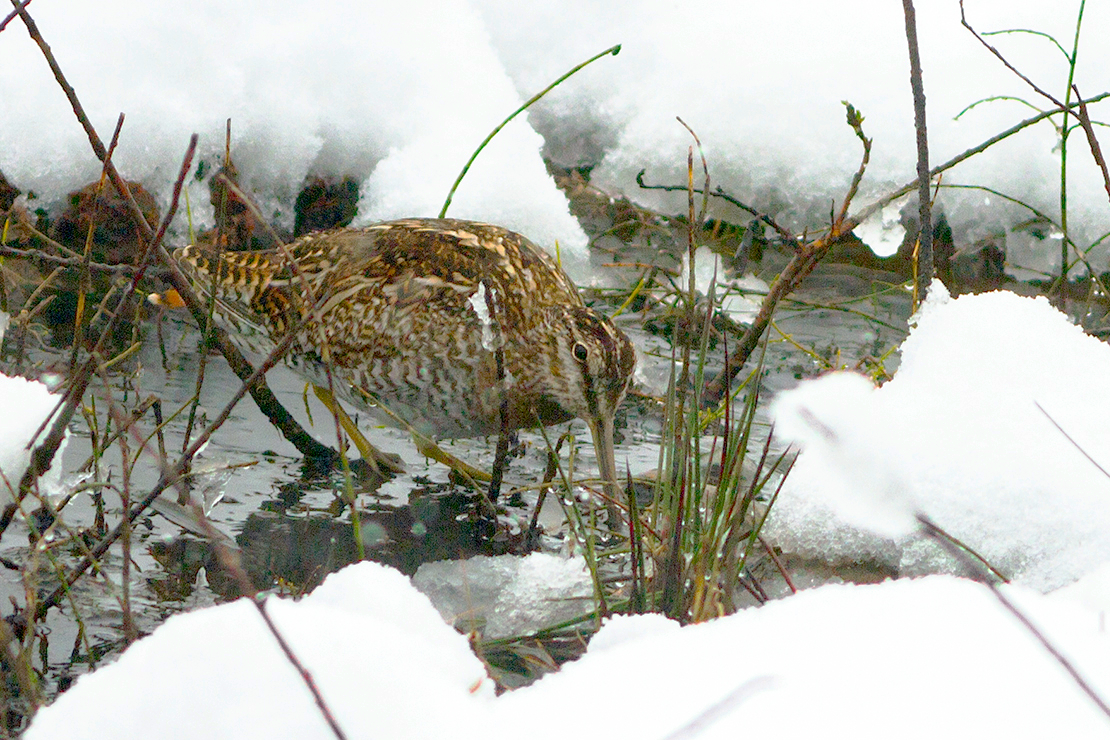
La bécassine solitaire.

Au total, 27 espèces de mammifères et 99 espèces d'oiseaux ont été recensées à proximité du lac et 6 espèces de poissons ont été décrites dans sa zone d'eau. Les renards arctiques, les loups, les zibelines, les lynx boréaux dans les forêts environnantes, les cerfs élaphes, les chevreuils d'Asie, les ours bruns, les élans, etc. viennent ici en été. Plusieurs familles de loutres sont constamment observées dans la rivière Oziornaïa , l'un des rares endroits des monts Katoun où ils sont encore préservés. Parmi les oiseaux des environs du lac, le grand tétras et la gélinotte des bois, qui se cachent dans les fourrés forestiers, sont communs. Dans les espaces ouverts lors de la chasse, des oiseaux de proie sont observés : faucons sacres, faucons pèlerins, et balbuzards pêcheurs, particulièrement nombreux ici. Les tétraogalles de l'Altaï vivent dans les hautes terres — oiseaux rares et vigilants répertoriés dans le Livre rouge de Russie. Parmi les oiseaux du Livre rouge, la bécassine solitaire, l'aigle royal, le grand cormoran et le huard à cou noir sont notés ici. La liste des animaux terrestres est complétée par les papillons, abondants dans les prairies alpines. Bien que la liste exacte des espèces d'insectes locaux n'ait pas encore été compilée, on sait avec certitude qu'il existe une population du rare papillon Apollon autour de lac.
Dans le lac lui-même, en raison de la basse température de l'eau, seuls les poissons d'eau douce les plus adaptés au froid survivent — chabot de Sibérie, vairon, Barbatula toni, ombre arctique. De plus, la lotte y parvient par l'Oziornaïa. Brachymystax tumensis (une espèce endémique de Brachymystax) venait ici depuis l'Oziornaïa, mais en raison d'une diminution générale des effectifs, ce poisson est maintenant absent de l'ichtyofaune du lac.

Il convient de noter que 15 espèces de plantes répertoriées dans le Livre rouge de la république de l'Altaï poussent autour du Talmen, par exemple, Aconitum decipiens, Allium altaicum, Erythronium sibiricum, Rhodiola algida, Rhodiola quadrifida, Rhodiola rosea (« racine d'or »),, 10 espèces d'animaux locaux sont répertoriées dans les Livres rouges de la république de l'Altaï et de la Russie,.

Flore du lac :
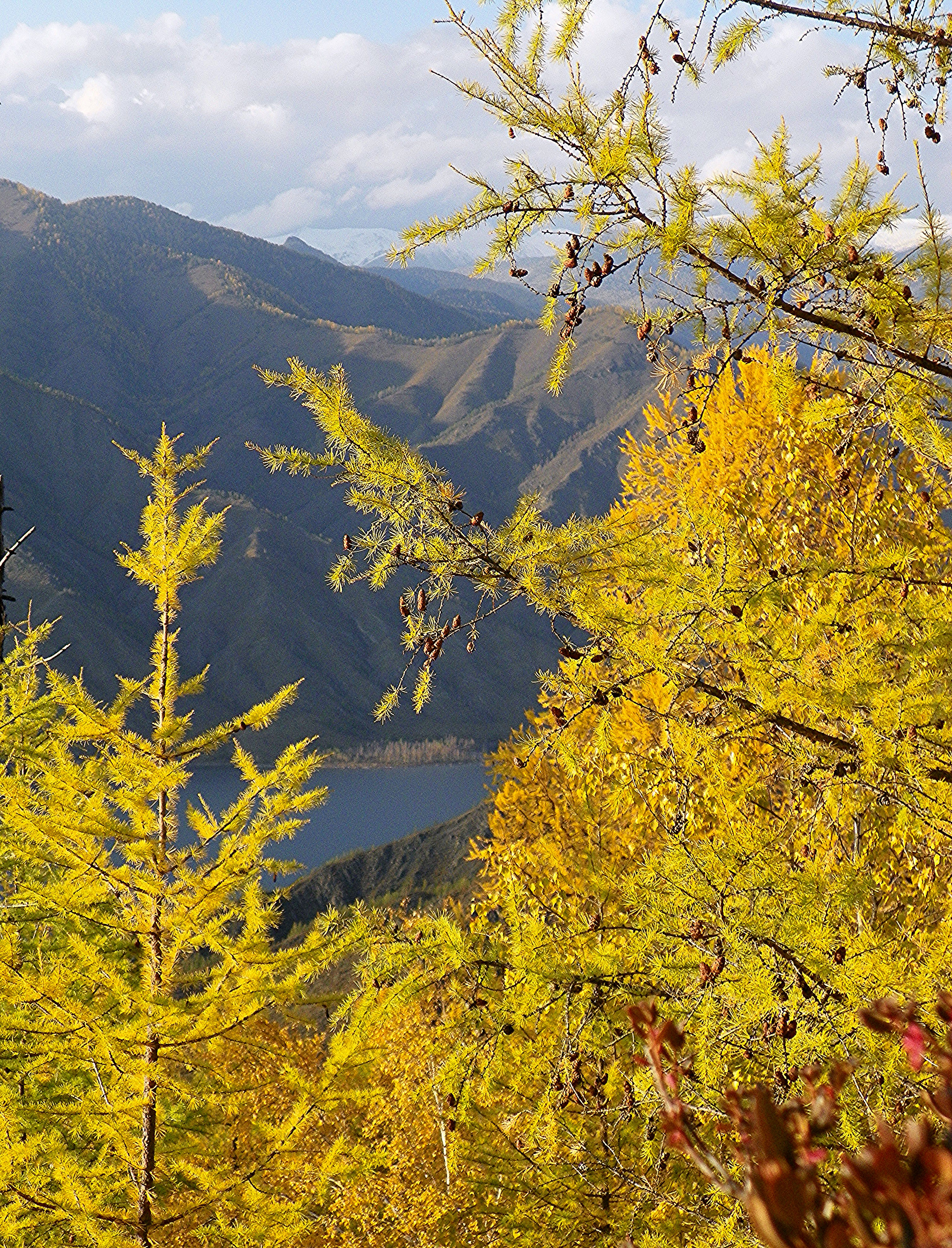
Mélèzes de Sibérie.
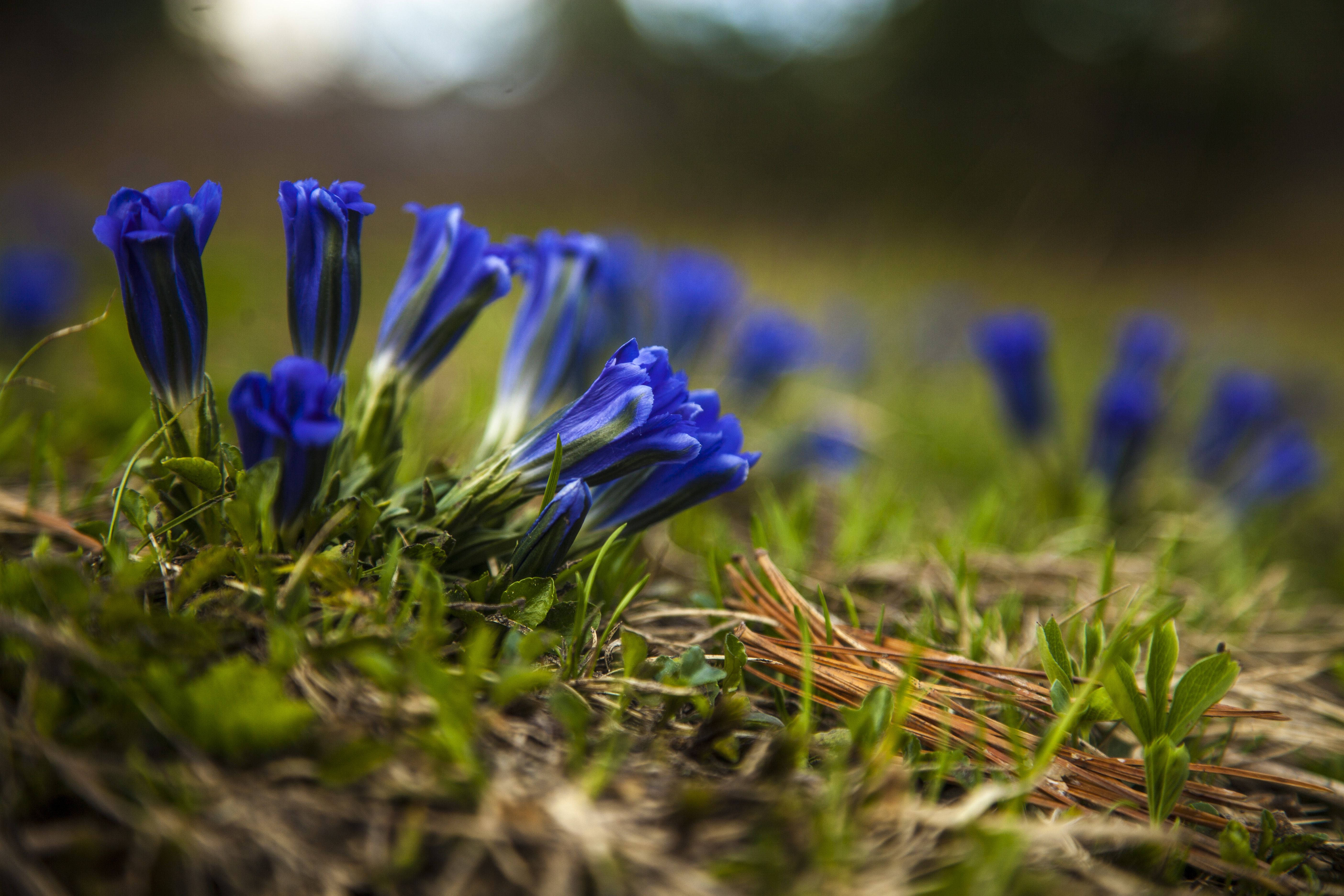
Gentiana grandiflora.
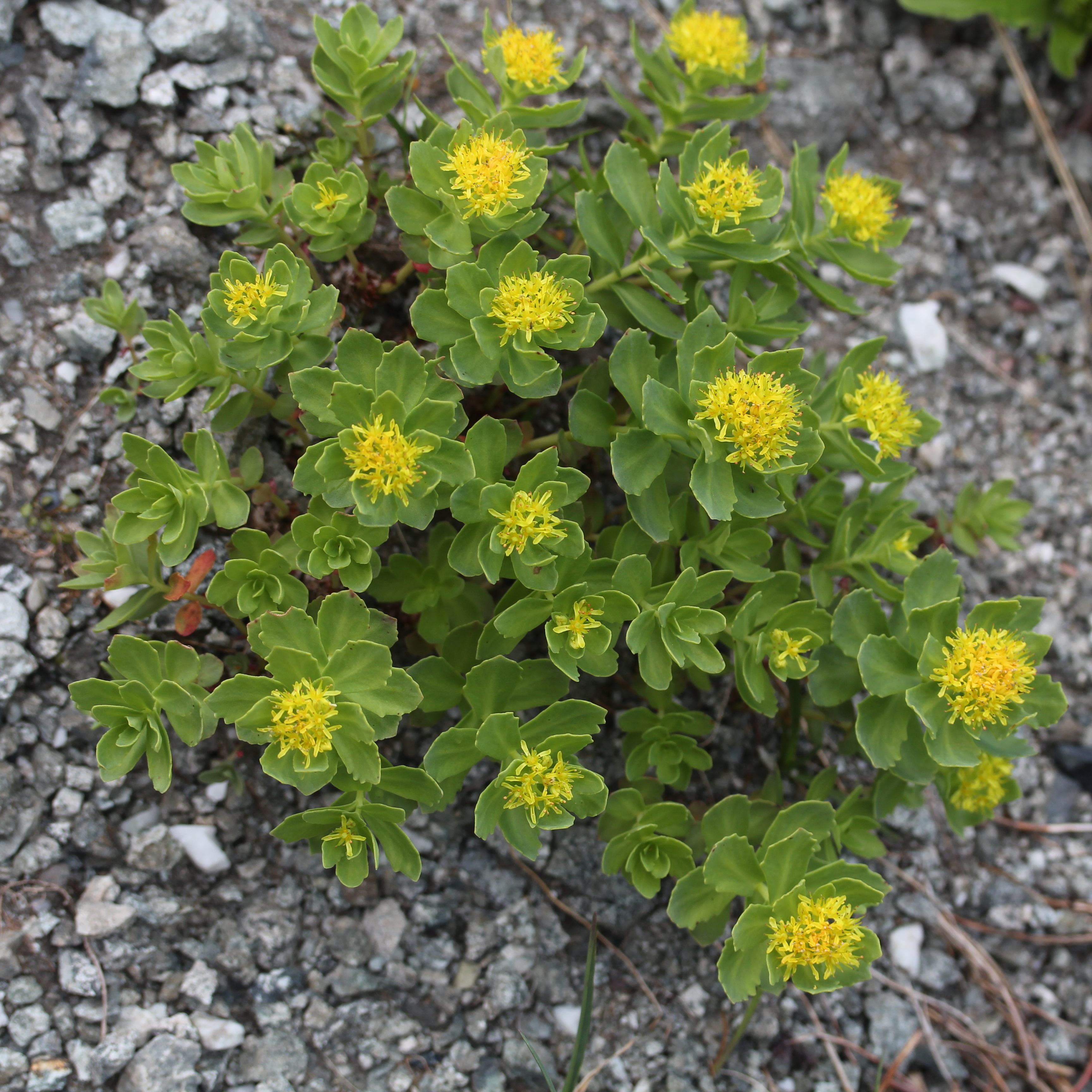
Rodhiola rosea, protégée.
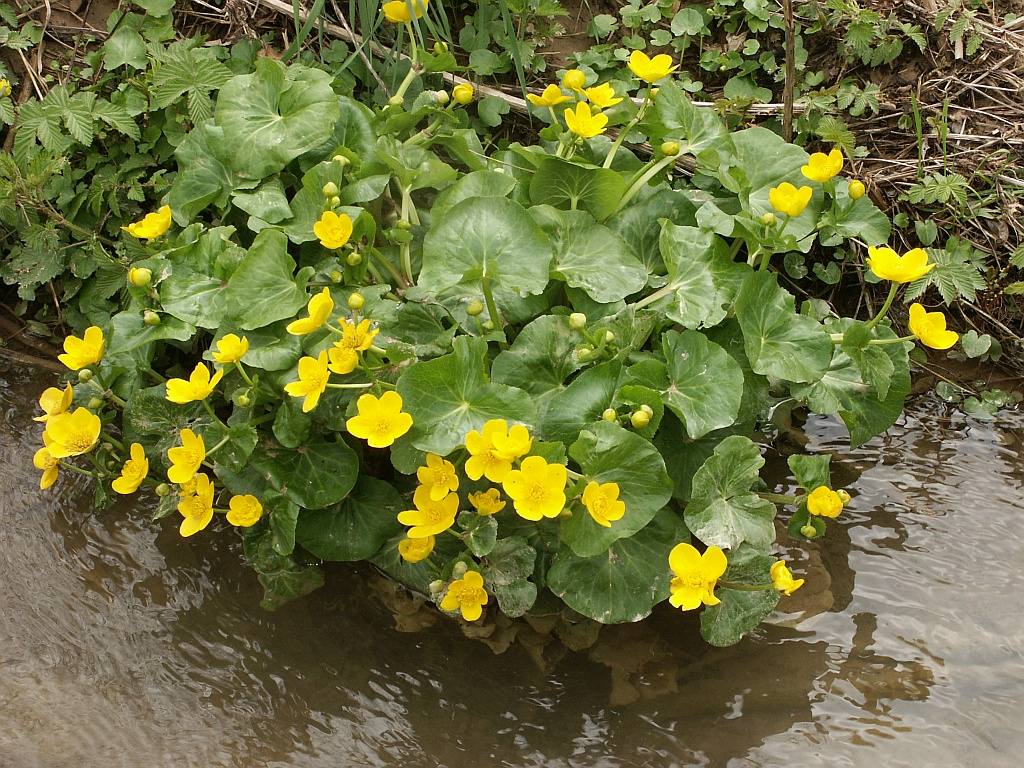
Populage des marais.

## Présence de l'Homme et protection
Le Talmen est situé dans la zone de peuplement traditionnel des peuples de l'Altaï, cependant, à partir du XIXe siècle, les vieux croyants russes se sont également installés dans la région de la steppe d'Ouïmon et de ses environs. Ce groupe ethno-religieux fermé formait des centres de peuplement permanents, dont les habitants s'adonnaient pour la plupart à la chasse et à la pêche. Le lac faisait également partie de leurs terres. Les vieux-croyants traitaient la nature locale avec respect, et donc leurs activités ne nuisaient pas aux écosystèmes de montagne,,.
Dès la seconde moitié du XXe siècle, le lac est devenu célèbre auprès des amateurs de tourisme sportif. Au début, seuls les voyageurs bien préparés visitaient le réservoir, car les infrastructures de transport sous-développées n'étaient pas propices au tourisme de masse. Dès la fin du XXe siècle — au début du XIXe siècle, les visites au lac sont devenues plus fréquentes. Une partie du flux touristique moderne s'organise, en particulier, Talmen est inclus dans les sentiers de la réserve naturelle de Katoun (le no 6). Cependant, de nombreux touristes amateurs, pêcheurs amateurs, autorisés à pêcher avec un permis, reposent (campings) également sur ses rives,,.
Afin de préserver la nature pittoresque immaculée du lac, le 26 septembre 1978, il a été déclaré monument naturel local, mais en même temps, il n'a pas été déterminé quelle zone devait être protégée. Le 16 février 1996, le lac a été reconnu comme un monument naturel complet d'importance républicaine. Dans le même temps, la zone d'eau du lac, dont la taille a été déterminée à 426 ha, formait le noyau de l'attraction, et la bande côtière de 50 m de large avec une superficie totale de 612 ha a été déclaré zone protégée. La protection de Talmen fut confiée aux inspecteurs de la réserve naturelle de Katoun. Cependant, ces tentatives se sont avérées inefficaces, car une frontière de chasse a été construite sur la rive du lac et des espèces envahissantes de poissons industriels ont été relâchées dans le lac lui-même dans l'intérêt des amateurs de pêche sportive. À partir de 2020, les principaux problèmes du lac restent le colmatage avec les déchets ménagers des touristes, le piétinement de la végétation indigène, le dérangement des animaux et des oiseaux en raison de la pollution sonore. Les problèmes secondaires incluent le braconnage et l'impact négatif sur la végétation du pâturage des chevaux touristiques. Une station météorologique automatique de la réserve naturelle de Katoun opère sur la rive du Talmen.